# Danacetichthys
Danacetichthys is een monotypisch geslacht van straalvinnige vissen uit de familie van walviskopvissen (Cetomimidae).

## Soort
- Danacetichthys galathenus Paxton, 1989